# Biligere, Tiptur
Biligere là một làng thuộc tehsil Tiptur, huyện Tumkur, bang Karnataka, Ấn Độ.